# Banharn Silpa-archa
Banharn Silpa-archa (in thai บรรหาร ศิลปอาชา; Suphanburi, 19 agosto 1932 – Bangkok, 23 aprile 2016) è stato un politico thailandese.
È stato Primo ministro della Thailandia dal luglio 1995 al novembre 1996.
Diventò un membro del Parlamento nel 1976 come rappresentante della Provincia di Suphanburi. Ha ricoperto diversi incarichi di Governo con diversi Presidenti del consiglio.
Nel 1994 è diventato il leader del partito Nazione Thai. Nel 2008 il partito è stato sciolto dalla Corte costituzionale e Banharn è stato bandito dall'attività politica per cinque anni.